# Merton, Oxfordshire
Merton är en ort och civil parish i Storbritannien.   Den ligger i grevskapet Oxfordshire och riksdelen England, i den södra delen av landet, 80 km nordväst om huvudstaden London. Merton ligger 68 meter över havet och antalet invånare är 449.
Terrängen runt Merton är platt. Runt Merton är det ganska tätbefolkat, med 230 invånare per kvadratkilometer. Närmaste större samhälle är Oxford, 13,1 km sydväst om Merton. Trakten runt Merton består till största delen av jordbruksmark.